# Horst Abt
Horst Abt (* 2. Mai 1927 in Frankfurt am Main; † 19. Oktober 2015 ebenda) war ein deutscher Unternehmer.

## Werdegang
Horst Abt entstammte einem alteingesessenen Frankfurter Familienbetrieb, der im Jahr 1890 gegründet wurde. Als Schüler besuchte er die Helmholtzschule, zu dieser Zeit eine Oberrealschule für Jungen mit naturwissenschaftlichem Schwerpunkt. Anschließend absolvierte er eine Ausbildung zum Schreiner.
Im Zweiten Weltkrieg war er Soldat und geriet in französische Kriegsgefangenschaft, aus der er 1948 entlassen wurde. Mit seinem Bruder Klaus baute er den zerstörten Familienbetrieb wieder auf. Im Jahr 1960 legte er die Meisterprüfung als Schreiner vor der Handwerkskammer Frankfurt ab. Seit Beginn seines Ruhestandes führt sein Sohn Peter das Unternehmen weiter.

## Funktionen
- 1971 bis 1979 – Präsident der Handwerkskammer Frankfurt
- 1977 bis 1993 – ehrenamtliches Mitglied des Magistrats der Stadt Frankfurt am Main
- 1979 bis 1994 – Präsident der Handwerkskammer Rhein-Main, Präsident der Arbeitsgemeinschaft der Hessischen Handwerkskammern, Präsident des Hessischen Handwerkstages (HHT)
- seit 1994 – Ehrenpräsident der Handwerkskammer Rhein-Main[1]

## Ehrungen
Abt war seit 1991 Träger des Hessischen Verdienstordens, seit 1994 des Großen Bundesverdienstkreuzes mit Stern des Verdienstordens der Bundesrepublik Deutschland sowie seit 1995 der Ehrenplakette der Stadt Frankfurt am Main. Darüber hinaus wurde er mit dem Handwerksring in Gold und dem Ehrenring der Handwerkskammer Rhein-Main ausgezeichnet.